# 1570 w sztukach plastycznych

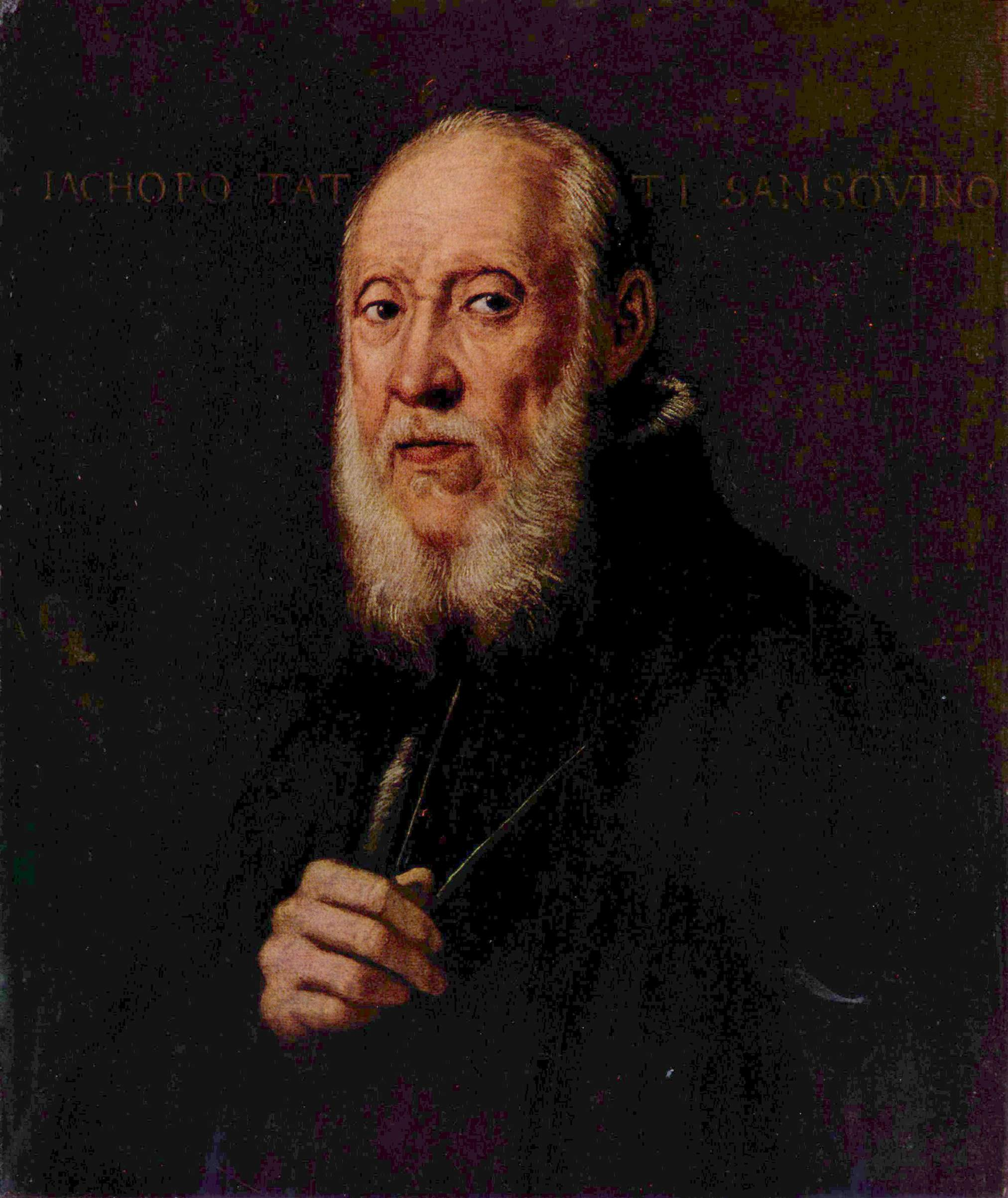
Jacopo Tintoretto, Portret Jacopa Sansovina

Wydarzenia w sztukach plastycznych i wizualnych w 1570 roku.

## Urodzili się
- 15 listopada – Francesco Curradi, włoski malarz[1].

## Zmarli
- 27 listopada – Jacopo Sansovino, włoski rzeźbiarz i architekt, przedstawiciel manieryzmu[2].